# Антебеллум
«Антебе́ллум» (англ. Antebellum) — американский психологический триллер с элементами ужасов 2020 года режиссёров Джерарда Буша и Кристофера Ренца. В главной роли — Жанель Монэ.

## Сюжет
Действие разворачивается в Луизиане на рабовладельческой плантации под руководством солдат-конфедератов. Рабы подвергаются унижениям и пыткам, им даже запрещено разговаривать без разрешения. Тех, кто пытается бежать, солдаты убивают и сжигают в крематории. После неудачной попытки бегства на глазах темнокожего мужчины Элая солдаты убивают его жену и относят её тело в крематорий. Генерал, владелец плантации, жестоко избивает и клеймит сообщницу Элая, вынуждая её отзываться на имя «Иден».
На плантацию привозят группу новых рабов. Среди них беременная девушка, которую дочь плантатора Элизабет называет Джулией и отдаёт на попечение Иден. Джулия просит Иден спланировать побег, но та советует ей не выделяться и держаться тише. В этот же вечер во время ужина, на котором Иден и Джулия должны прислуживать солдатам, стеснительный конфедерат по имени Дэниел оказывает знаки внимания последней. Он уединяется с ней в одной из хижин, но когда Джулия просит его о помощи, Дэниел избивает её за разговор без разрешения. От его побоев у Джулии происходит выкидыш.
Тем временем в своей хижине генерал насилует Иден и ложится спать вместе с ней. Иден просыпается от звонка мобильного телефона, и действие переносится в современный мир. Выясняется настоящее имя Иден — Вероника Хенли; она известный социолог, написавшая много работ о проблемах неравенства и угнетениях афроамериканцев. Вероника собирается в командировку для представления своей новой книги на конференции, ради чего она вынуждена временно оставить мужа Ника и дочь Кеннеди. Перед вылетом у неё происходит странная онлайн-беседа с Элизабет, чьё высокомерие заставляет Веронику закончить разговор.
После выступления на конференции Вероника встречается со своими подругами и идёт с ними на ужин. Тем временем Элизабет проникает в гостиничный номер Вероники и крадёт её помаду. После ужина Вероника садится в такси до отеля, однако обнаруживает за рулём Элизабет. Её муж, Джаспер, оглушает Веронику.
События фильма возвращаются на плантацию. Вероника узнаёт, что после выкидыша Джулия покончила с собой. В ярости от произошедшего она вновь планирует побег и обращается за помощью к Элаю. Когда вечером генерал засыпает после их «свидания», Вероника выбирается из хижины, чтобы вытащить телефон из его сумки. Но прежде чем ей удаётся позвонить в службу спасения, она едва не попадается на глаза двум солдатам, среди которых оказывается Дэниел. Они берут телефон с собой, полагая, что он выпал из сумки генерала. Когда Дэниел остаётся один, Элай убивает его топором и забирает телефон.
Поскольку разблокировать телефон можно только при помощи распознавания лица, Вероника с Элаем возвращаются в хижину, где на них неожиданно нападает генерал. Он убивает Элая, но Веронике удаётся тяжело ранить его. Разблокировав телефон, Вероника связывается с мужем и отправляет ему своё местоположение. Она прячет генерала в крематории, а затем натыкается на Джаспера. Вероника заманивает внутрь его и другого солдата под предлогом помощи генералу, после чего запирает их и поджигает крематорий, оставляя всех троих гореть заживо.
Вероника надевает форму солдата и скачет прочь с плантации на лошади генерала. Однако её преследует Элизабет. Выясняется, что она лично отбирала каждого раба на плантацию, за исключением Вероники, которую похитила по настоянию отца. Вероника сшибает Элизабет с лошади и после яростной борьбы надевает ей верёвку на шею и тащит за собой. Элизабет погибает, ломая шею от столкновения с памятником генералу Роберту Ли.
Вероника отрывается от преследующих её солдат и выбегает на поле битвы, где обнаруживает, что так называемая плантация на самом деле является частью парка реконструкции событий Гражданской войны, Антебеллума, принадлежащего сенатору Блейку Дентону, с которым девушка участвовала в дебатах по поводу её книги. Он же был генералом, и именно из-за активной позиции Вероники являлся инициатором её похищения. Также Дентон и его товарищи намеревались использовать парк для воссоздания условий времён рабства с использованием афроамериканцев. Прибывшая полиция оказывает помощь пленникам и арестовывает всех причастных. Позже парк закрывают и сносят.

## В ролях
| Актёр           | Роль                           |
| --------------- | ------------------------------ |
| Жанель Монэ     | Вероника Хенли / Иден          |
| Эрик Ланж       | сенатор Блейк Дентон / генерал |
| Джена Мэлоун    | Элизабет                       |
| Джек Хьюстон    | капитан Джаспер                |
| Кирси Клемонс   | Джулия                         |
| Габури Сидибе   | Доун                           |
| Марке Ричардсон | Ник                            |
| Тонгай Чириса   | Элай / Профессор               |
| Роберт Арамайо  | Дэниел                         |
| Лили Коулес     | Сара                           |
| Лондон Бойс     | Кеннеди Хенли                  |

## Релиз
Антебеллум вышел на видео по запросу в США 18 сентября 2020 года. Изначально фильм планировалось выпустить 24 апреля 2020 года, но выход был отложен до 21 августа 2020 года из-за пандемии COVID-19, прежде чем фильм временно сняли с графика выпуска в июле 2020 года. В России фильм вышел 17 сентября 2020 года.